# 横山リエ
横山 リエ（よこやま りえ、本名:横山 真理子（よこやま まりこ）、1948年4月9日 - ）は、日本の女優。

## 来歴
山形県山形市出身。山形県立山形中央高等学校卒業。
日本電信電話公社を退職後、劇団青俳研究生を経て、大島渚監督の映画『新宿泥棒日記』（1969年）にて主演デビュー。また若松孝二監督の『天使の恍惚』にも出演した。同作の中では歌も披露している。
その後は、映画やテレビドラマで助演に徹し、官能的な役柄や悪女を多数演じた。
現在は東京新宿でバー「新宿GOD」を経営。

## 出演

### 映画
- 新宿泥棒日記（1969年） - 鈴木ウメ子
- 大幹部 殴り込み（1969年） - 桂子
- 銭ゲバ（1970年） - 兄丸正美
- 秘録長崎おんな牢 （1971年） - あやめ
- やさしいにっぽん人（1971年） - マキ
- 顔役（1971年）
- 空、みたか?（1971年）
- 蜘蛛の湯女（1971年） - お蝶
- 秘花（1971年）
- 天使の恍惚（1972年）
- 女囚701号 さそり（1972年）
- 旅の重さ（1972年）
- 麻薬売春Gメン 恐怖の肉地獄（1972年）
- 花心中（1973年）
- 新座頭市物語 笠間の血祭り（1973年）
- 卑弥呼（1974年）
- 赤ちょうちん（1974年）
- わが道（1974年）
- 再会（1975年）
- 裸足のブルージン（1975年）
- 新仁義なき戦い 組長最後の日（1976年）
- 反逆の旅（1976年）
- はだしのゲン 涙の爆発（1977年）
- はなれ瞽女おりん（1977年）
- 人魚がくれたさくら貝（1980年）
- 遠雷（1981年）
- 道頓堀川（1982年）
- チーちゃんごめんね（1984年）
- 風の子どものように（1992年）
- 復活の朝（1992年）

### テレビドラマ
- 月火水木金金金（1969年、ABC）
- 見合い恋愛（1969年、NTV・C.A.L）
- ファミリー劇場／オドロキ桃の木騒動記（1970年、NTV）
- おれは男だ!（NTV・松竹）
  - 第15話「女は女 男じゃないよ!」（1971年） - 教育実習生: 野村早苗先生
  - 第42話「お命頂戴 ウーマン・リブ!」（1972年） - 野村早苗先生
- 帰ってきたウルトラマン 第23話「暗黒怪獣 星を吐け!」（1971年、TBS・円谷プロ） - 南条純子
- 水曜劇場／時間ですよ（第2部） （1971年、TBS）
- 天下御免（1971年-1972年、NHK）
- おんな組アクション控 第1話「バクハツ! ばくはつ! 大爆発!!」（1972年、12ch ・C.A.L）
- プレイガール 第180話「女は土壇場で勝負する」（1972年、12ch） - 照子
- 朝のかなしみ（1972年、NHK）
- 木枯し紋次郎（第2部） 第2話「暁の追分に立つ」（1972年、CX・C.A.L）
- ジキルとハイド　第4話「記憶の恐怖」（1973年、東宝・CX）
- 赤ひげ　第18話「病人長屋東一番」（1973年、NHK） - おつぎ
- アイフル大作戦　第15話「夏の夜の大はずれガールハント」（1973年、TBS）
- 恐怖劇場アンバランス 第10話「サラリーマンの勲章」（1973年、円谷プロ・CX） - 犬飼洋子
- 子連れ狼（第1部） 第21話「残菊の宿」（1973年、NTV）
- 荒野の用心棒 第37話「さい果てに若獅子は雄叫び…」（1973年、三船プロ・NET） - 早苗
- 太陽にほえろ!　第94話「裏切り」（1974年、NTV・東宝） - 高村八重
- 特捜記者 犯罪を追え（1974年、松竹・KTV）
- 斬り抜ける　第4話「女が峠を越えるとき」（1974年、ABC・松竹）
- ふりむくな鶴吉（1974年、NHK）
- 大盗賊　第5話「用心棒で稼げ!」（1974年、国際放映・CX）
- 銭形平次　第468話「打首待った! 」（1975年、東映・CX） - お園
- 座頭市物語　第18話「すっとび道中」（1975年、東映・CX） - お初
- 銀河テレビ小説／さようならの夏（1975年、NHK）
- 必殺シリーズ（ABC / 松竹）
  - 必殺仕置屋稼業　第18話「一筆啓上不実が見えた」（1975年） - お仲
  - 必殺仕業人
    - 第4話「あんたこの親子をどう思う」（1976年） - お菊
    - 第16話「あんたこの無法をどう思う」（1976年）- お徳

  - 必殺からくり人・血風編 第4話「大奥の天下に挑む紅い声」（1976年） - おこと
  - 新・必殺仕置人　第5話「王手無用」（1977年）- 初津
  - 新・必殺からくり人　第9話「東海道五十三次殺し旅 鳴海」（1978年） - お葉
- 長崎犯科帳 第25話「欲ボケ野郎は海へ沈めろ」（1975年、NTV / ユニオン映画） - お幾
- 新宿警察　第23話「その暗黒の恋」（1976年、東映・CX）
- 夫婦旅日記 さらば浪人　第1話「雨あがる」（1976年、勝プロダクション・CX）
- 大江戸捜査網（第3シリーズ） 第171話「傷だらけの同心魂」（1977年、12ch） - およう
- 遠山の金さん（第1シリーズ） 第101話「誰がための五百両」（1977年、ANB）-　おちか
- 悪の紋章（1979年、CX）
- 新・座頭市（第3シリーズ） 第8話「大当たり、めの一番」（1979年、勝プロダクション・CX）- おみの
- 特捜最前線（ANB・東映）
  - 第116話「真夜中のデッドアングル!」（1979年）
  - 第215話「シャムスンと呼ばれた女!」（1981年）
  - 第239話「神代警視正の犯罪!」（1981年）
  - 第271話「雨の夜の殺人風景!」（1982年）
  - 第326話「亡霊が呼んだ部屋!」（1983年）
- 桃太郎侍・高橋英樹版　第162話「顔に傷のある女」（1979年、東映・NTV） - お浜
- 猿飛佐助　第2話「甲賀忍法風遁忍び凧」（1980年、国際放映・NTV）
- 警視-K　第8話「わが子に捧げる犯罪」（1980年、勝プロダクション・NTV）- 被害者の旧友
- 土曜ワイド劇場（ANB）
  - 松本清張の白い闇 十和田湖偽装心中（1980年）
  - 死体の指にダイヤ 浴室の幻想（1981年）
  - 美談の団地心中 二人の男に愛された女（1982年）
  - 美しい人妻 六年目の殺意（1985年）
- 月曜ワイド劇場（ANB）
  - 妻は何をしたか（1983年）
  - 女の哀しみの声が聞こえる（1983年）
  - 妻はロボットか人間か 夫の性的不能はこうして治った!?（1984年）
  - 花柳幻舟獄中記（1）（1984年）
- ザ・サスペンス／花嫁は三度泣く（1984年、TBS）
- 木曜ゴールデンドラマ／現代人妻戯画（1984年、YTV）
- 月曜・女のサスペンス「殺意の迷路」（1988年、TX） - 桜井の秘書
- 大河ドラマ／太平記（1991年、NHK） - 貞氏の正室

### バラエティ
- ゲバゲバ一座のちょんまげ90分!（1971年、NTV）